# Milena Vukotic

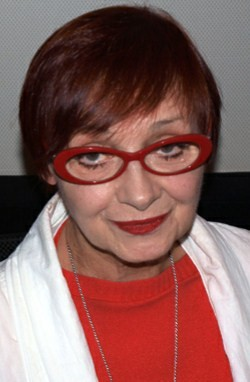
Milena Vukotic

Milena Vukotic (* 23. April 1935 in Rom) ist eine italienische Schauspielerin.

## Leben und Wirken
Vukotic ist das Kind eines montenegrinischen Theaterschreibers und einer italienischen Pianistin, studierte Tanz und Schauspiel in London, Wien und Paris und arbeitete im Ballett von Roland Petit. Nach ihrer Übersiedlung nach Italien fand sie sofort Engagements beim Kino, später beim Theater und schließlich auch beim Fernsehen.
Im Kino war sie bereits 1954 in dem Streifen La Cage aux souris zu sehen; ihre eigentliche Karriere begann für die kultiviert wirkende, sensibel und intelligent agierende Darstellerin mit ausgewogener und nie übertriebener Diktion 1961 mit Das bittere Leben. Sie entwickelte sich bald, mit fragiler Figur und ausdrucksvollen Augen, zur gefragten und vielseitigen Darstellerin. Während ihrer Tätigkeit beim Film agierte sie immer auch als Schauspielerin auf der Bühne, hauptsächlich in Rom im Teatro Argentina und am Teatro Quirino. Aber auch in Palermo, in Siracusa und in Verona sowie öfter am Teatro Franco Parenti in Mailand war sie auf der Bühne zu sehen. Ab 1991 bis 2004 trat sie auch als Rezitatorin von Werken mehrerer Autoren zu Stücken von Schubert, Liszt und Händel auf. In Deutschland wurde Vukotic sowohl 1983 durch John Knittels Fernsehadaption Via Mala unter der Regie von Tom Toelle und  1987 durch die Serie Anna als Tanzlehrerin Irina Kralowa bekannt. 1994 gewann sie den italienischen Filmpreis Nastro d’Argento des Sindacato Nazionale Giornalisti Cinematografici Italiani. Sie spielte in Luc Bondys Inszenierung und Film von Arthur Schnitzlers Das weite Land und in Paulus Mankers Alma in Venedig.

## Filmografie (Auswahl)
- 1961: Das bittere Leben (Il sicario)
- 1961: Der Eroberer von Korinth (Il conquistatore ci Corinto)
- 1962: Ritt in die Freiheit (Col ferro e col fuoco)
- 1964: Der Donnerstag (Il giovedì)
- 1965: Diesmal sprechen wir über Männer (Questa volta parliamo di uomini)
- 1965: Julia und die Geister (Giulietta degli spiriti)
- 1965: Made in Italy
- 1966: Schlager mit Caterina (Perdono)
- 1967: Arabella
- 1967: Der Widerspenstigen Zähmung (The Taming of the Shrew)
- 1968: Außergewöhnliche Geschichten (Histoires extraordinaires)
- 1970: Playboys und Abenteurer (The Adventurers)
- 1970: Schwestern teilen alles (Venga a prendere il caffè … da noi)
- 1970: Stoßtrupp Avola – Ja, wo sind denn die Kanonen (Rosalino Paternò, soldato)
- 1972: Der diskrete Charme der Bourgeoisie (Le charme discret de la bourgeoisie)
- 1972: Donnarumma kriegt die Wut (Donnarumma all'assalto) (Fernsehfilm)
- 1973: Die Sommerfrische (La villeggiatura)
- 1974: Andy Warhol’s Dracula (Blood for Dracula)
- 1974: Das Gespenst der Freiheit (Le Fantôme de la liberté)
- 1975: Die Entfesselten (L’Agression)
- 1975: Ein irres Klassentreffen (Amici miei)
- 1977: Dieses obskure Objekt der Begierde (Cet obscur objet du désir)
- 1979: Ein total versautes Wochenende(Sabato domenica e venerdi)
- 1980: Mirandolina (La locandiera)
- 1980: Sunday Lovers
- 1980: Die Terrasse (La terrazza)
- 1982: Giuseppe Verdi – Eine italienische Legende (Verdi) (Fernseh-Miniserie)
- 1982: Meine Freunde (Amici mei atto II°)
- 1982: Monsignor
- 1983: Ars Amandi – Die Kunst der Liebe (L'Art d'aimer)
- 1983: Nostalghia
- 1985: Via Mala (Fernsehdreiteiler)
- 1987: Anna (Fernsehserie)
- 1987: Max mon amour
- 1988: Anna – Der Film
- 1988: Fantozzi geht in Pension (Fantozzi va a pensione)
- 1991: Matilda
- 1991: Zwischen Nacht und Traum (In camera mia)
- 1999: Hoffnungslose Liebe (Cattiva)
- 2004: Good Woman – Ein Sommer in Amalfi (A Good Woman)
- 2010: Briefe an Julia (Letters to Juliet)
- 2016: Ohrensausen (Orecchie)
- 2020: In vacanza su Marte
- 2022: Die ahnungslosen Engel (Le Fate Ignoranti) (Serie)